# Hektor in ribja usoda
Hektor in ribja usoda je pravljica slovenskega pisatelja Dima Zupana.

## O avtorju
Dim Zupan se je rodil 19.2.1946 v  Ljubljani, kjer živi in ustvarja, ima status samostojnega kulturnega delavca. Napisal je že več kot 20 knjig, večina izmed njih sodi v mladinsko in otroško književnost.  Poleg sveže tematike ga odlikuje kar se da izviren pripovedni slog ter poseben odnos do otrok in mladine. Po njegovem so otroci majhni odrasli, ki jim sicer manjkajo izkušnje, vendar meni, da so sposobni dojemati zapletene strani življenja. 
Zupan je dokončal študija prava, a ima od leta 1992 status svobodnega kulturnega delavca – pisatelja.  Že njegov oče, Vitomil Zupan, je bil znan pisatelj. Ko je začel pisati, je sodeloval z Manco Košir, kateri je dal prebrati delo Prvi dan Drekca Pekca in Pukca Smukca.  Le ta je bila nad delom navdušena.  Ko je dopolnil delo, je knjigo Trije dnevi Drekca Pekca in Pukca Smukca izdala Mladinska knjiga. Knjigi Trnovska mafija in Trnovska mafija drugič sta izšli leta 1992 in 1997, obe sta posvečeni hčerki Maji.  Nastala je tudi tretja knjiga, Trnovska mafija – v tretje gre rado (2003).
Zadnjo skupino Zupanovega ustvarjanja tvorijo štiri knjige kratkih zgodb: Maščevanje strašne juhice (1997), Maja že ve (2002), Najboljša flinta je dobra finta (2002) in Osica Maja (2004). 

## Interpretacija besedila
Dvojčici Mija in Pija sta imeli rojstni dan. Kot darilo sta si zaželeli imeti hišnega ljubljenčka, vsaka svojega psa. Družina se je odpravila na psarno k teti Rozi, ki je imela veliko psov različnih pasem. Bilo je naključje, da sta si zaželeli enakega psa, zato so kupili samo enega. Kar precej težav sta imeli z vzgojo, saj je bil kuža pravi nagajivček. Zgodba opisuje prve dni njegovega samostojnega življenja pri novi družini.

## Analiza besedila
Zgodbo opisuje prvoosebni pripovedovalec, pes Hektor. On je tudi najpomembnejša literarna osebnost, zaradi katere je zgodba nastala. Pripoveduje o kupcih, ki so ga kupili in o težavah, ki so jih imeli z njim. Tema je aktualna tudi danes, saj se veliko otrok odloča za psa, starši pa jim željo izpolnijo še preden se pogovorijo o dolžnostih bodočih lastnikov. Problemi so opisani iz zanimivega zornega kota – kako pes doživlja vključevanje v novo družino in kako spremlja družinske pogovore, prepire, pogajanja. Deležni smo tudi marsikakšnih nasvetov pred nakupom tovrstne živalske vrste. Zgodba je kratka, a zanimiva, duhovita, primerna za mlajše otroke.

## Mladinska dela Dima Zupana
- Osica Maja
- Onkraj srebrne mavrice
- Trnovska mafija
- Trnovska mafija drugič
- Najboljša flinta je dobra finta
- Maja že ve
- Deklica za ogledalom
- Tolovajevo leto